# Café au lait

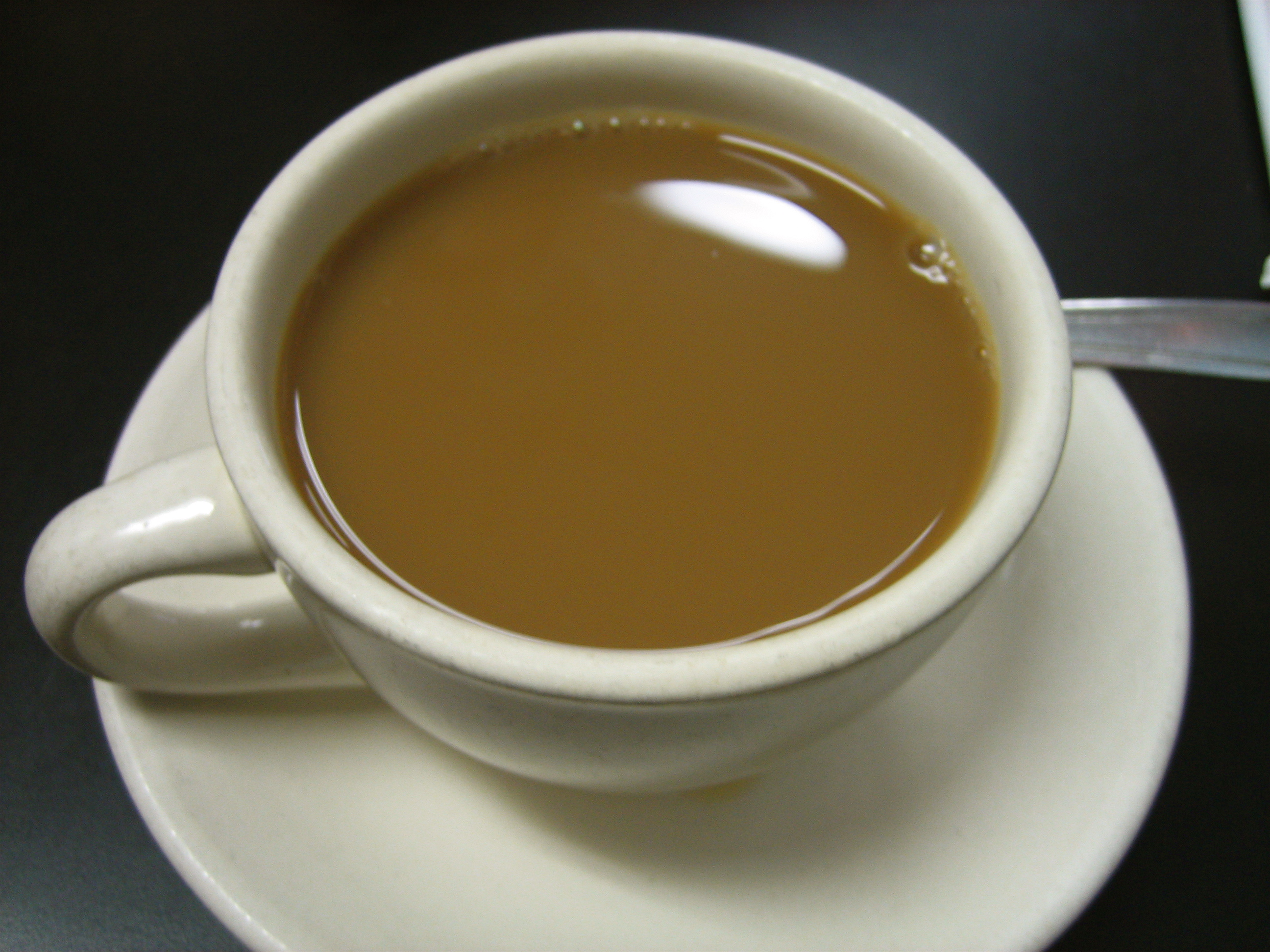
Café au lait

Café au lait är franska för "kaffe med mjölk". Exakt vad man får om man beställer en café au lait kan variera från en plats till annan, men en relativt vanlig tolkning är "lika delar starkt kaffe och varm mjölk". I Sverige betyder det vanligtvis bryggkaffe med varm mjölk
I Frankrike betyder det i allmänhet espressokaffe med ångad mjölk, dock inte skummad som i en cappuccino. En café au lait kallas också i Frankrike ofta för café crème. En italieninspirerad kall variant är caffè freddo (freddo betyder 'kall' på italienska) som görs av kallt (starkt) kaffe med mjölk och socker.
På 1980-talet bedrev de svenska mjölkproducenterna en kampanj för att öka mjölkkonsumtionen. Då lanserades café au lait över stora delar av Sverige genom reklam, samt ute i matvarubutikerna. Logotypen för kampanjen var ordet Café au lait skrivet i rött, vitt och blått, efter franska trikoloren. Eftersom espresso och mjölkskummare var ovanligt i Sverige på den tiden blev det bryggkaffe med varm mjölk som serverades.